# دغيبجة
دغيبجة قرية سعودية، في محافظة المويه بمنطقة مكة المكرمة، غرب المملكة العربية السعودية.